# Albin Nyamoya
Albin Nyamoya (Ibuye, 27 de julio de 1924 - 31 de enero de 2001) fue un político y veterinario burundés, que de se desempeñó en dos mandatos como primer ministro de Burundi (1964-1965; 1972-1973).

## Biografía

### Primeros años
Nació en 1924 en Ibuye, parte de la provincia de Ngozi, en la entonces colonia belga de Ruanda-Urundi. Étnicamente era tutsi, realizando su educación primaria en el Seminario Católico de Mugera y adelantó su educación secundaria en el Groupe Scolaire d'Astrida, estudiando veterinaria en esta última institución. Tras graduarse trabajó como asistente veterinario.

### Carrera política
Comenzó su carrera política al ser elegido miembro de la Asamblea Nacional en las elecciones generales de septiembre de 1961, como miembro del partido gobernante Unión para el Progreso Nacional (UPRONA). Firme partidario del primer ministro André Muhirwa, pertenecía al grupo liderado por este al interior de la UPRONA, denominado «grupo de Casablanca», caracterizado por su hostilidad a Occidente. Fue designado como Ministro del Interior en su gobierno en 1961; posteriormente pasó de la cartera de Interior a la cartera de Agricultura, posición que conservó hasta el establecimiento del gobierno de Pierre Ngendandumwe en junio de 1963.
El 1 de abril de 1964 fue designado por el Mwami (Rey) Mwambutsa IV para ocupar el puesto de primer ministro del Reino de Burundi. Su mandato fue breve, pues fue destituido por el Rey el 7 de enero de 1965, quien designó como su reemplazo a Ngendandumwe, que ocupaba el puesto por segunda ocasión. Apenas unos días después, el 15 de enero de 1965, el primer ministro Ngendandumwe fue asesinado; poco después, Nyamoya, junto con otros miembros del «grupo de Casablanca», fue arrestado, acusado de haber planeado el asesinato. A pesar de las investigaciones, ninguno de los arrestados fue procesado y en marzo de 1965 Nyamoya fue liberado; la Corte Suprema terminaría desestimando los cargos en diciembre de 1967.
De regreso a la política, en las elecciones generales de mayo de 1965 fue reelegido para ocupar un escaño por otro mandato más en la Asamblea. Fue designado Ministro de Estado en el gobierno de Joseph Bamina en septiembre de 1965, posición que conservó hasta el Golpe de Estado de julio de 1966.
Tras el Golpe de Estado de noviembre de 1966, que abolió la monarquía y estableció la República, fue designado por el presidente Michel Micombero como Inspector General del Ministerio de Agricultura en marzo de 1967 y director general del Ministerio en septiembre de 1969. Finalmente, fue nombrado Ministro de Agricultura en marzo de 1971.
El 14 de julio de 1972, el presidente Michel Micombero lo designó como primer ministro de Burundi, siendo la primera persona en ocupar el puesto desde que Micombero asumió el poder en noviembre de 1966.Los observadores vieron su nombramiento como una opción para tratar de aliviar las tensiones étnicas en el país en medio de la violencia genocida de ese año.En su calidad de primer ministro, invitó a los líderes hutus exiliados a regresar a Burundi bajo una amnistía, pero sus políticas fueron ignoradas por la dictadura de Micombero, que arrestó y ejecutó a quienes regresaron. Fue destituido de su cargo el 6 de junio de 1973.
Tras dejar el puesto de primer ministro, se dedicó a la agricultura. En 1978 regresó como asesor del Ministro de Agricultura y en 1980 pasó a trabajar para el Departamento de Ganadería. Ocupó su último puesto como miembro de la Asamblea Nacional, habiendo sido elegido en las elecciones legislativas de 1982.